# Pseudobaeospora
Pseudobaeospora Singere – rodzaj saprotroficznych grzybów z rodziny gąskowatych (Tricholomataceae).

## Systematyka i nazewnictwo
Pozycja w klasyfikacji według Index Fungorum: Tricholomataceae, Agaricales, Agaricomycetidae, Agaricomycetes, Agaricomycotina, Basidiomycota, Fungi.
Takson utworzył Rolf Singer w 1942 r.
Niektóre gatunki:
- Pseudobaeospora aciculifera Voto & Soop 2018
- Pseudobaeospora basii Adamčík & Ripková 2004
- Pseudobaeospora jamonii Bas, Lalli & Lonati 2002
- Pseudobaeospora pillodii (Quél.) Wasser 1980
- Pseudobaeospora wipapatiae Desjardin, Hemmes & B.A. Perry 2014

Nazwy naukowe na podstawie Index Fungorum.
W Polsce występuje Pseudobaeospora pillodii.